# 蚌埠医科大学
32°54′33.53″N 117°25′25.71″E / 32.9093139°N 117.4238083°E
蚌埠医科大学是位于安徽省蚌埠市龙子湖区的一所普通高等医学本科院校，创建于1958年7月。

## 校史
- 1958年7月，为加快安徽建设，国家将原上海第二医学院（现上海交通大学医学院）分迁一半至蚌埠，并抽调原安徽医学院（今安徽医科大学）部分优秀师资创建了蚌埠医学院。
- 1968年8月，学校经安徽省革委会批准改称蚌埠反修医学院，干部、医护人员组成医疗队，下放到皖北农村从事医疗工作。
- 1970年9月，安徽省革委会决定将本省四所医学院校合并为安徽医学院。合并后，蚌埠反修医学院改称安徽医学院蚌埠分院。
- 1974年6月，国务院科教组发文通知恢复蚌埠医学院。
- 2020年，蚌埠医学院改名蚌埠医科大学获得安徽省教育厅同意。[1]
- 2023年11月，教育部同意蚌埠医学院更名为蚌埠医科大学[2]。

## 教学单位
- 基础医学院
- 公共基础学院
- 马克思主义学院
- 临床医学院
- 检验医学院
- 护理学院
- 医学影像学院
- 药学院
- 公共卫生学院
- 生命科学学院
- 精神卫生学院
- 卫生管理学院
- 口腔医学院
- 全科医学系
- 体育艺术部
- 继续教育学院（老年大学）[3]

## 附属医院
- 蚌埠医科大学第一附属医院（蚌埠医科大学附属肿瘤医院）：是皖北地区规模最大的集医疗、教学、科研、预防、康复、保健和急救为一体的大型三级甲等综合性医院，目前开放床位3725张。
- 蚌埠医科大学第二附属医院：清宣统三年(1911年)津浦铁路浦口至徐州段通车后，津浦铁路南段总局于民国4年（1915年）在蚌埠设蚌埠药房。民国10年（1921年）在蚌埠药房的基础上，组建蚌埠医院。1949年成立蚌埠铁路医院，2004年由蚌埠铁路中心医院改隶蚌埠医学院。2020年蚌医二附院新区正式运营。目前开放床位3800张，是一所集医疗、教学、科研、预防、康复为一体的三级甲等综合性现代化医院。

## 知名校友
- 陈孝平，73届校友，任华中科技大学同济医学院附属同济医院外科学系主任、肝胆胰外科研究所所长、肝脏外科中心主任。2015年当选中国科学院生命科学和医学学部院士；
- 刘德培，75届校友，中国工程院院士；曾任中国医学科学院院长、中国协和医科大学校长、中国工程院副院长。
- 段树民，82届校友，2007年当选中国科学院生命科学和医学学部院士；
- 王福生，84届校友，2015年当选中国科学院生命科学和医学学部院士[4]；
- 范先群，87届校友，中国工程院院士，现任上海交通大学党委常委、副校长，上海交通大学医学院院长、党委副书记。